# الوطنية لخدمات الاتصالات
الشركة الوطني لخدمات الاتصالات هي شركة مساهمة حكومية مصرية، تابعة لجهاز مشروعات الخدمة الوطنية للقوات المسلحة أحد أجهزة وزارة الدفاع، أنشأت سنة 2019 وتعمل في مجال إدارة وتشغيل وصيانة محطات وشبكات الاتصالات اللاسلكية والسلكية وخدمات الأقمار الصناعية، هي المسئولة عن إدارة وتشغيل القمر الصناعي المصري طيبة 1.

## وصلات خارجية
- الموقع الرسمي للشركة.